# Louis Ménard
Louis-Nicolas Ménard (19. října 1822 Paříž – 9. února 1901 Paříž) byl francouzský spisovatel, básník a intelektuál.

## Život
Narodil se v Paříži. Měl všestranné zájmy a zajímal se o chemii, historii, poezii nebo malbu. Jistou dobu byl Baudelairovým spolužákem na pařížském Lyceu Ludvíka Velikého, později ale přestoupil na běžnou školu.
V roce 1843 publikoval pod pseudonymem své první dílo, překlad Prométhée délivré. V roce 1846 objevil kolodium, ale nová sloučenina nebyla ve své době využita a Ménard tak neměl z jejího pozdějšího využití ve fotografii a v lékařství žádný užitek.
Měl socialistické politické smýšlení. Po roce 1848 byl pro své dílo Prologue d'une révolution odsouzen k tretu odnětí svobody, ale utekl do Londýna a do Paříže se vrátil až v roce 1852. Další léta strávil ve společnosti barbizonských malířů a sám vystavil několik obrazů. V době Pařížské komuny se nacházel v Londýně, ale literárně jí podporoval. V roce 1887 se stal profesorem na pařížské École nationale supérieure des arts décoratifs.
Zemřel v roce 1901 v Paříži.

## Dílo
- Prologue d'une révolution, février-juin 1848, 1843 vydáno pod pseudonymem Louis de Senneville, 1849 reedice pod pravým jménem, Paříž, Au Bureau du Peuple
- Poëmes, 1855, E. Dentu
- De sacra poesi graecorum., 1860
- De la Morale avant les philosophes, 1860
- Du Polythéisme hellénique, 1863, Charpentier
- Hermès Trismégiste, 1867
- Éros, étude sur la symbolique du désir, 1872
- Catéchisme religieux des Libres-penseurs, 1875, Hurtau
- Fleurs de toutes saisons, 1876, sonety, Marseille, Marius Pinet
- Rêveries d'un Païen mystique, 1876, Alphonse Lemerre, další vydání 1886
- Histoire des anciens Peuples de l'Orient, 1882, Librairie Ch. Delagrave
- Histoire des Israélites d'après l'exégèse biblique, 1883, Librairie Ch. Delagrave
- Études sur les Origines du Christianisme, 1893, Librairie de l'Art indépendant
- Histoire des Grecs, 1894, s.n. (Delagrave), s.d.
- Lettres d’un mort. Opinions d'un païen sur la société moderne, 1895, Librairie de l'Art indépendant
- Poèmes et Rèveries d'un païen mistique, 1895, Librairie de l'Art indépendant.
- Les Oracles, 1897, Librairie de l'Art indépendant.
- Les Qestions (sic) sociales dans l'Antiqité (sic), cours d'istoire (sic) universèle (sic), 1898, Librairie de l'Art indépendant
- La seconde Républiqe (sic), cours d'istoire (sic) universèle (sic), 1898, Bibliothèque de la Plume.
- Symboliqe (sic) religieuse, cours d'istoire (sic) universèle (sic), 1898
- Le Cours royal inédit au grand siècle, 1898, Alphonse Picard & fils.
- Lavardin à travers le Temps, 1901, Imprimerie Lebert, Montoire.